# دره جلمش
دره جلمش (به لاتین: Darreh-ye Jalmesh) یک منطقهٔ مسکونی در افغانستان است که در ولایت بامیان واقع شده‌است.